# Oplatocera perroti
Oplatocera perroti là một loài bọ cánh cứng trong họ Cerambycidae.